# Nématode blanc de la pomme de terre
Globodera pallida
Espèce
Le nématode blanc de la pomme de terre (Globodera pallida), appelé aussi « nématode à kystes de la pomme de terre », est un nématode endoparasite des racines de plantes de la famille des Solanaceae, telles que la pomme de terre et la tomate. 
Ces parasites provoquent des retards de croissance et, en cas de très fortes densités de population, des dégâts aux racines ainsi qu'une sénescence précoce des plantes. Les nématodes ne sont pas indigènes en Europe mais proviennent des Andes. Les champs sont indemnes de nématodes jusqu'à ce que se produise une introduction, après quoi des taches typiques apparaissent dans les cultures. Ces taches peuvent s'étendre jusqu'à une infestation totale du champ si elles ne sont pas contrôlées. Les baisses de rendement peuvent atteindre 60 % en cas de forte pullulation.

## Biologie
Les œufs éclosent en présence de Solanoéclépine A, substance sécrétée par les racines des plantes-hôtes (exsudat racinaire). Les larves envahissent ensuite l'extrémité des racines et établissent un site nourricier (syncitium). Les variétés de pomme de terre sensibles ou résistantes peuvent souffrir de retard de croissance en cas d'infestation de basses et moyennes densités. En cas de très fortes densités de populations, le système racinaire peut souffrir de dommages mécaniques (Seinhorst, 1986). Les individus femelles enflent et apparaissent sous forme de kystes à la surface des racines, chacun contenant jusqu'à 400 œufs. Dans les régions tempérées, il n'y a qu'une génération par an. Une deuxième génération est parfois signalée dans les pays méditerranéens. Les kystes peuvent aussi se trouver sur la peau des tubercules. Les années sans hôtes, une certaine partie des œufs peuvent éclore (éclosion spontanée). Les œufs peuvent survivre jusqu'à vingt ans dans ces kystes.

## Lutte
La vitesse de dissémination des nématodes d'un champ à l'autre peut être réduite par le nettoyage des équipements susceptibles d'être contaminés par un sol infesté avant de les déplacer et par l'utilisation de plants certifiés indemnes de nématodes. Si possible, rechercher des plants de pomme de terre produits dans des champs déclarés indemnes de nématodes à kystes en utilisant un schéma d'échantillonnage du sol AMI-intensive (disponible actuellement seulement aux Pays-Bas). Des pesticides peuvent être employés, mais ils ne permettent pas d'éradiquer totalement les nématodes. Ils autorisent seulement une amélioration du rendement et ne sont rentables qu'en cas de très fortes infestations, lorsque le gain financier obtenu grâce au surplus de rendement dépasse le coût d'application du pesticide. Une rotation d'au moins six ans entre deux cultures sensibles est un moyen efficace de réduite la densité des populations de nématodes et d'abaisser le seuil des dégâts. Les recommandations officielles et les prescriptions en matière de rotation culturale varient selon les pays. La Morelle de Balbis peut être utilisée comme culture-piège pour traiter une parcelle infestée. Cependant, la meilleure manière de gérer les nématodes à kyste est le recours à des variétés de pomme de terre résistantes (partiellement). 

### Variétés résistantes
Pendant les années 2000, de nombreuses variétés ont été sélectionnées qui sont capables de limiter les dégâts et de maintenir les espèces de nématodes à kystes sous le seuil de détection, sans utilisation de pesticides. Des variétés résistantes onr été obtenues par différents obtenteurs à partir de géniteurs INRAE et sont inscrites au catalogue européen des espèces et variétés:
- Ilheder (GROCEP en 2009),
- Malou (Germicopa SAS en 2011),
- Stronga, également résistante à Globodera rostochiensis, le nématode doré de la pomme de terre (SIPRE-Comité Nord en 2014),
- Iodea (SIPRE-Comité Nord en 2017).